# راندال آزوفیفا
راندال آزوفیفا (انگلیسی: Randall Azofeifa؛ زادهٔ ۳۰ دسامبر ۱۹۸۴) یک بازیکن فوتبال اهل کاستاریکا است.
وی همچنین در تیم ملی فوتبال کاستاریکا بازی کرده‌است.